# Daniel Flores (futbolista nacido en 2003)
Daniel Flores (Tucson, condado de Pima, Arizona, 11 de mayo de 2003) es un futbolista estadounidense que juega como lateral izquierdo en el Tapatío de la Liga de Expansión MX.

## Trayectoria

### Real Salt Lake
Flores se unió a la academia del Real Salt Lake en 2018. Hizo su debut profesional con el equipo de reserva del club, Real Monarchs, el 30 de septiembre de 2020 contra New Mexico United. El partido finalizó con derrota 0-1 para el conjunto neomexicano.